# Cotesia intermixta
Cotesia intermixta är en stekelart som först beskrevs av Balevski 1980.  Cotesia intermixta ingår i släktet Cotesia och familjen bracksteklar. Inga underarter finns listade i Catalogue of Life.